# Aymar Charles d'Alleizette
Aymar Charles d'Alleizette (Paris 8e, 23 janvier 1884 - Clermont-Ferrand, 4 juillet 1967) est un administrateur militaire et un botaniste français.
Il est membre de l'armée française de 1904 environ à 1942. Il s'engage au 22e régiment d'infanterie coloniale à Hyères. Durant cette période, il est stationné à Madagascar (1906), au Tonkin (1908) et en Algérie (1911-22).
Il travaille Muséum national d'Histoire naturelle de Paris, d'abord au service des cultures (1901 à 1904) puis au laboratoire des phanérogames (1943 à 1948). Il est conservateur des herbiers universitaires de Clermont-Ferrand de 1949 jusqu'à sa mort,.
Tout au long de sa carrière, il collectionne des spécimens botaniques et son herbier personnel de 60 000 parts est aujourd'hui propriété de la faculté des sciences de Clermont-Ferrand de l'Université Clermont-Auvergne. Il s'intéresse particulièrement à la famille des Orchidaceae originaires d'Europe et d'Afrique du Nord. On lui attribue la description de nombreux hybrides d'orchidées,.
En 1955, il reçoit le prix de Coincy décerné par la Société botanique de France.
Les genres botaniques Alleizettea (synonyme de Danais) et Alleizetella portent son nom.

## Œuvres choisies
Il est l'auteur de nombreux articles sur la botanique d'Auvergne, publiés dans le Bulletin de la Société d'histoire naturelle d'Auvergne, parmi lesquels :
- Note sur les Orchidées d'Auvergne, Bulletin de la Société d'histoire naturelle d'Auvergne, 4(1), 1938.
- Observations sur la flore d'Auvergne, Bulletin de la Société d'histoire naturelle d'Auvergne, 19(1-2) (avec Jean-Edme Loiseau), 1953.
- Hybrides de Viola Tricolor en Auvergne, Bulletin de la Société d'histoire naturelle d'Auvergne, 19(1-2), 1953.
- Contribution à l'étude de la flore d'Auvergne, Bulletin de la Société d'histoire naturelle d'Auvergne, 1965[3].